# Alžírské letectvo
Alžírské letectvo (arabsky القوات الجوية الجزائرية‎) je letecká složka ozbrojených sil Alžírska. Jeho hlavní rolí je obrana vzdušného prostoru Alžírska.

## Přehled letecké techniky

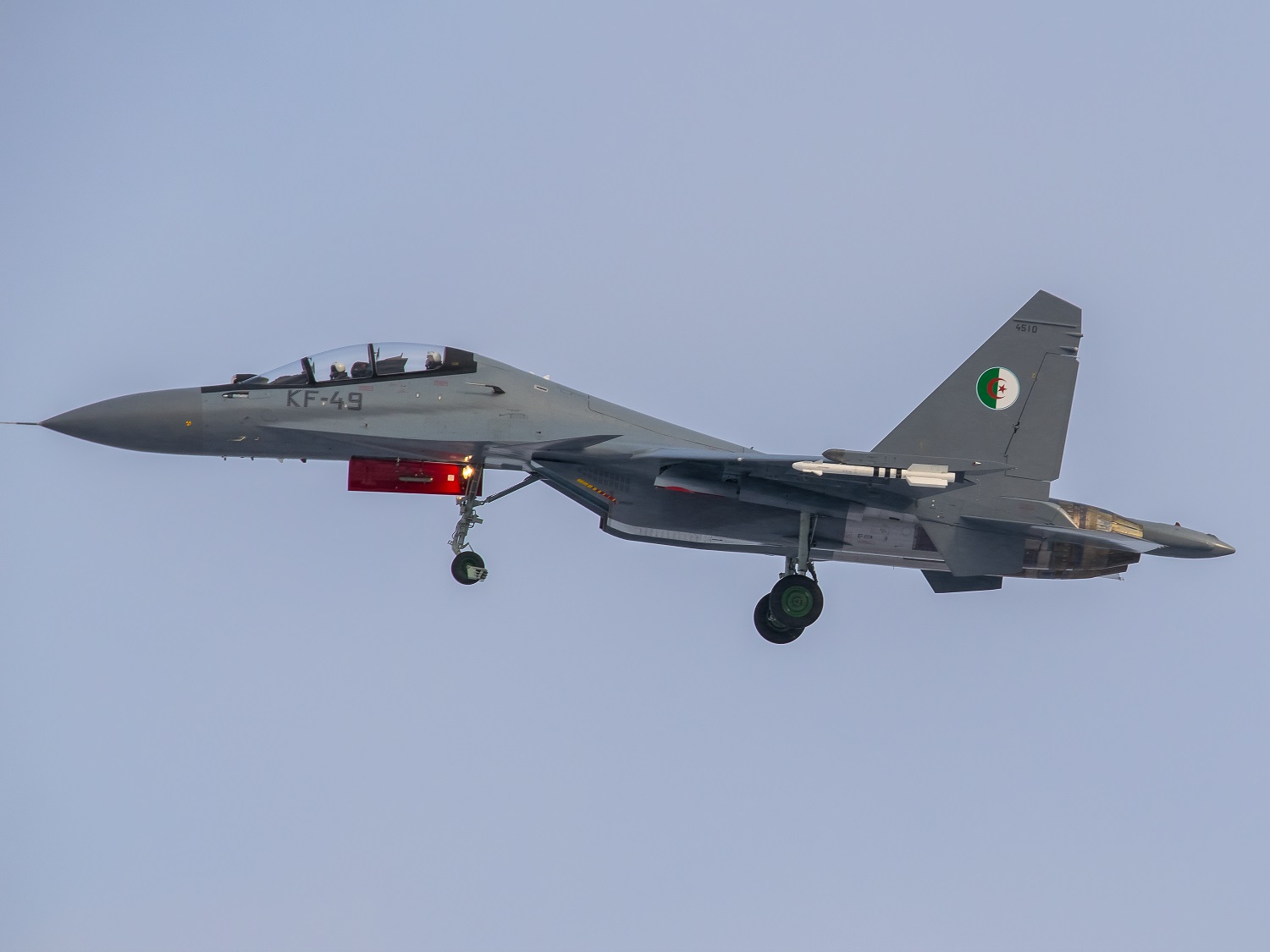
Alžírský Su-30MK

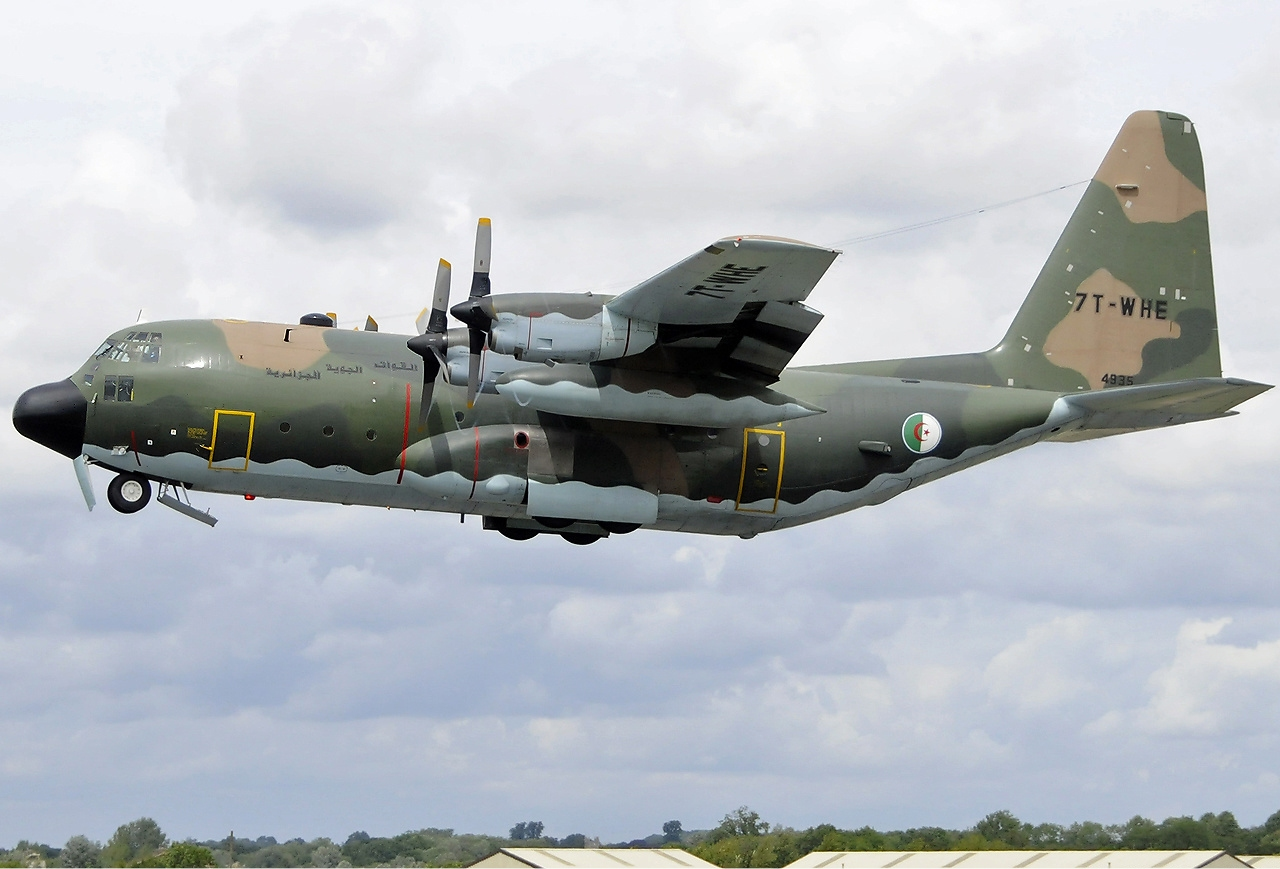
Alžírský C-130 Hercules

V roce 2006 Alžírsko uzavřelo smlouvu s Ruskem na zakoupení přibližně 80 stíhacích letounů, které jsou mu v současnosti předávány. Alžírské letectvo disponuje přibližně 440 letouny, z toho 256 bojovými, 73 transportními a hlídkovými, 31 cvičným a 245 vrtulníky. Následující tabulka obsahuje přehled jeho letecké techniky podle Flightglobal.com.
| Název                          | Fotografie     | Původ               | Určení                            | Verze                | Ve službě      | Poznámky       |                |
| Bojové letouny                 | Bojové letouny | Bojové letouny      | Bojové letouny                    | Bojové letouny       | Bojové letouny | Bojové letouny | Bojové letouny |
| ------------------------------ | -------------- | ------------------- | --------------------------------- | -------------------- | -------------- | -------------- | -------------- |
| MiG-29                         |                | Sovětský svaz Rusko | víceúčelový bojový letoun         |                      | 33             | 12 objednáno   |                |
| Suchoj Su-24                   |                | Sovětský svaz       | taktický bombardér                |                      | 22             |                |                |
| Suchoj Su-30                   |                | Rusko               | víceúčelový stíhací letoun        | Su-30MKA             | 57             | 16 objednáno   |                |
| Speciální letouny              |                |                     |                                   |                      |                |                |                |
| Beechcraft Super King Air      |                | USA                 | námořní hlídkový letoun           | King Air 200/350 MPA | 3              |                |                |
| Beechcraft 1900                |                | USA                 | průzkumný letoun                  | Beech 1900 Recce     | 6              |                |                |
| Iljušin Il-78                  |                | Sovětský svaz       | letoun pro tankování za letu      |                      | 3              |                |                |
| Dopravní a transportní letouny |                |                     |                                   |                      |                |                |                |
| Beechcraft Super King Air      |                | USA                 | lehký dopravní letoun             | King Air 90/200/350  | 20             |                |                |
| Beechcraft 1900                |                | USA                 | užitkový/lehký dopravní letoun    |                      | 6              |                |                |
| CASA C-295                     |                | Evropská unie       | taktický transportní letoun       |                      | 5              |                |                |
| Iljušin Il-76                  |                | Sovětský svaz       | těžký transportní letoun          |                      | 13             |                |                |
| Lockheed C-130 Hercules        |                | USA                 | taktický transportní letoun       | C-130H               | 15             |                |                |
| Pilatus PC-6                   |                | Švýcarsko           | užitkový/lehký transportní letoun |                      | 2              |                |                |
| Vrtulníky                      |                |                     |                                   |                      |                |                |                |
| AgustaWestland AW139           |                | Evropská unie       | víceúčelový vrtulník              |                      | 11             |                |                |
| Bell 412                       |                | USA                 | transportní vrtulník              |                      | 3              |                |                |
| Eurocopter AS 355              |                | Francie             | užitkový vrtulník                 |                      | 14             |                |                |
| Kamov Ka-32                    |                | Sovětský svaz       | užitkový/transportní vrtulník     | Ka-32T               | 3              |                |                |
| Mil Mi-2                       |                | Sovětský svaz       | lehký užitkový vrtulník           |                      | 22             |                |                |
| Mil Mi-8/Mi-17/Mi-171          |                | Sovětský svaz Rusko | transportní vrtulník              |                      | 138            |                |                |
| Mil Mi-24                      |                | Sovětský svaz       | bitevní vrtulník                  |                      | 33             |                |                |
| Mil Mi-26                      |                | Sovětský svaz       | těžký transportní vrtulník        |                      | 14             |                |                |
| Mil Mi-28                      |                | Rusko               | bitevní vrtulník                  |                      | 17             | 25             |                |
| Cvičná letadla                 |                |                     |                                   |                      |                |                |                |
| Aero L-39 Albatros             |                | Československo      | cvičný letoun                     | L-39C/L-39ZA         | 55             |                |                |
| AgustaWestland AW119 Koala     |                | Itálie              | cvičný/lehký užitkový vrtulník    |                      | 8              |                |                |
| Jakovlev Jak-130               |                | Rusko               | cvičný letoun                     |                      | 16             |                |                |
| PZL W-3 Sokół                  |                | Polsko              | cvičný/lehký užitkový vrtulník    |                      | 8              |                |                |